# Бертелуш-Резеші
Бертелуш-Резеші (рум. Bărtăluș-Răzeși) — село у повіті Васлуй в Румунії. Входить до складу комуни Пуєшть.
Село розташоване на відстані 240 км на північний схід від Бухареста, 35 км на південний захід від Васлуя, 86 км на південь від Ясс, 115 км на північ від Галаца.

## Населення
За даними перепису населення 2002 року у селі проживали 115 осіб, усі — румуни. Усі жителі села рідною мовою назвали румунську.